# Воробіївка (Вінницький район)
Воробії́вка — село в Україні, у Немирівській міській громаді Вінницького району Вінницької області. Населення становить 396 осіб.

## Історія
Перші згадки про село датовані 1448 роком (Воробевичи), про що є свідчення у Литовській метриці (vol. 3, 55, транслітерація з 1597 року).
12 червня 2020 року, відповідно до Розпорядження Кабінету Міністрів України  № 707-р «Про визначення адміністративних центрів та затвердження територій територіальних громад Вінницької області», увійшло до складу Немирівської міської громади.
19 липня 2020 року, в результаті адміністративно-територіальної реформи та ліквідації Немирівського району, село увійшло до складу Вінницького району.

## Населення

### Мова
Розподіл населення за рідною мовою за даними :
| Мова       | Кількість | Відсоток |
| ---------- | --------- | -------- |
| українська | 381       | 96.21%   |
| російська  | 14        | 3.54%    |
| румунська  | 1         | 0.25%    |
| Усього     | 3278      | 100%     |

## Відомі люди
- Гук Степан Семенович — Борець за незалежність України у ХХ сторіччі[4]. Засновник і активіст Народного Руху України у Немирівському районі на Вінниччині. Ветеран фінської і ІІ світової війни.
- Дунаєвська Лідія Францівна — доктор філологічних наук, професор.
- Шутов Яким Якимович 18 березня 1928 — 26.04.2000 — Борець за незалежність України у ХХ сторіччі[4]. Засновник і активіст Народного Руху України на Донбасі і Немирівському районі на Вінниччині. Народився у Немирові на Вінниччині, служив на Далекому Сході, працював в Одеському порту вантажником, будував порт в Чорноморську (Іллічівську), відбудовував Запорізьку ГЕС, був направлений на відбудову шахт Донбасу, до виходу на пенсію працював гірничим робітником очисного забою, майстром на шахтах Донбасу. Похований на цвинтарі e Воробіївці — село в Немирівському районі Вінницької області
- Шутова (Іллєнко) Надія Іванівна (нар. 19 жовтня 1939 в Мар'янівці) — Борець за незалежність України у ХХ сторіччі[4]. Засновник і активіст Народного Руху України у Немирівському районі на Вінниччині. Працювала на шахтах Донбасу ламповщицею, оператором конвейєрів.
- Шутов Ілля Якимович (15 жовтня 1957) — Борець за незалежність України у ХХ сторіччі http://zakon3.rada.gov.ua/laws/show/314-19 [Архівовано 21 лютого 2020 у Wayback Machine.],  громадський діяч, науковець, юрист, журналіст — засновник Народного Руху України, активний учасник національно-визвольної боротьби за незалежність і демократичний устрій України.